# Wa (Ghana)
Wa ist die Hauptstadt der Upper West Region von Ghana und des Wa Municipal Districts. Gleichzeitig ist es die Stadt, in der das Volk der Wala seinen Stammsitz hat. Der Name der Stadt Wa hat in der Sprache der Wala die Bedeutung Komm her. 2010 lebten 71.051 Personen in der Stadt.
Wa liegt in der Nähe zu Burkina Faso im weiteren Grenzgebiet und ist damit etwa 150 km von Tamale, der sogenannten Hauptstadt des gesamten Nordens entfernt.

## Geschichte
Wa wurde an einer wichtigen Handelsroute vom Sahelgebiet an die Küste gegründet. Diese Handelsroute hat auch den muslimischen Glauben aus dem Norden nach Ghana gebracht. Etwa im 17. Jahrhundert bekannte sich bereits ein großer Teil der Bevölkerung zum Islam. Bis heute ist Wa ein muslimisches Zentrum in Ghana.
Seit 1959 ist Wa Sitz des de römisch-katholischen Bistums Wa. Bischofskirche ist die Kathedrale St Andrews.

## Bevölkerung
Die folgende Übersicht zeigt die Einwohnerzahlen nach dem jeweiligen Gebietsstand seit der Volkszählung 1970.
| Jahr      | 1970   | 1984   | 2000   | 2010   |
| --------- | ------ | ------ | ------ | ------ |
| Einwohner | 13.740 | 36.067 | 66.644 | 71.051 |

In Wa lebt in der Mehrheit eine Bevölkerung muslimischen Glaubens, damit ist Wa die einzige größere Stadt in Ghana mit einer muslimischen Bevölkerungsmehrheit.

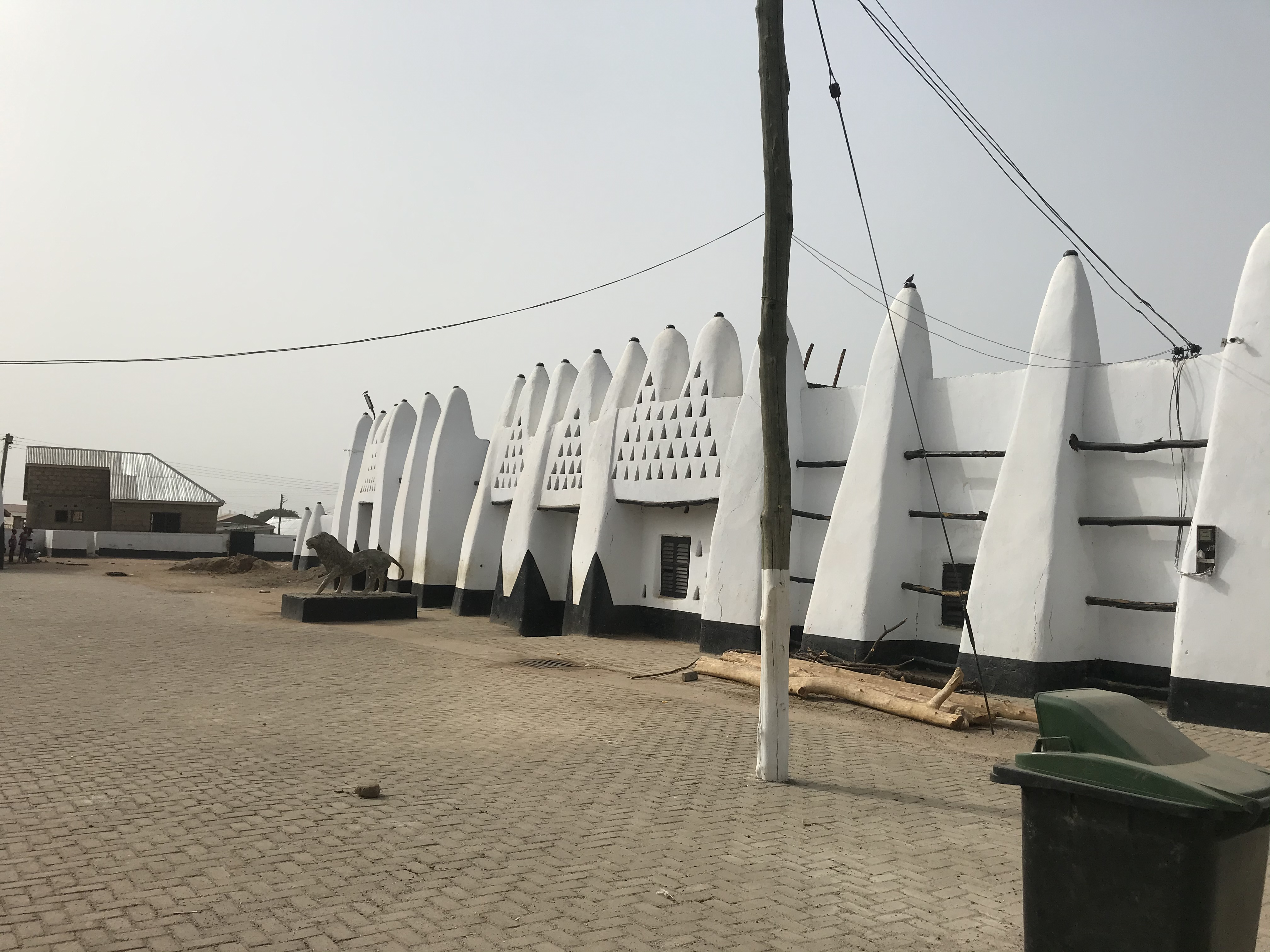
Waa Naa Königspalast

## Sehenswürdigkeiten
Die Stadt beherbergt eine Moschee in westsudanesischem Baustil. Diese Moschee lockt Gläubige von weit her und ist einer der Höhepunkte der Stadt. Zudem ist Wa die Residenzstadt des Wa Naa, des Königs der Wala. Es gibt in der Stadt daher auch einen großen Königspalast, der aus vielen kleineren Gebäuden besteht und mit einer mit weißen Zinnen umsäumten Mauer abgeschlossen wird. Der Palast ist in der traditionellen Lehmbauweise etwa in der Mitte des 19. Jahrhunderts errichtet worden. Vor dem Palast sind Gräber der für Ghana ungewöhnlich lang zurückverfolgbaren Regentschaft der Wa Naa.

## Städtepartnerschaft
- Ypern (Belgien)